# Henrik Gerhard Lindgren

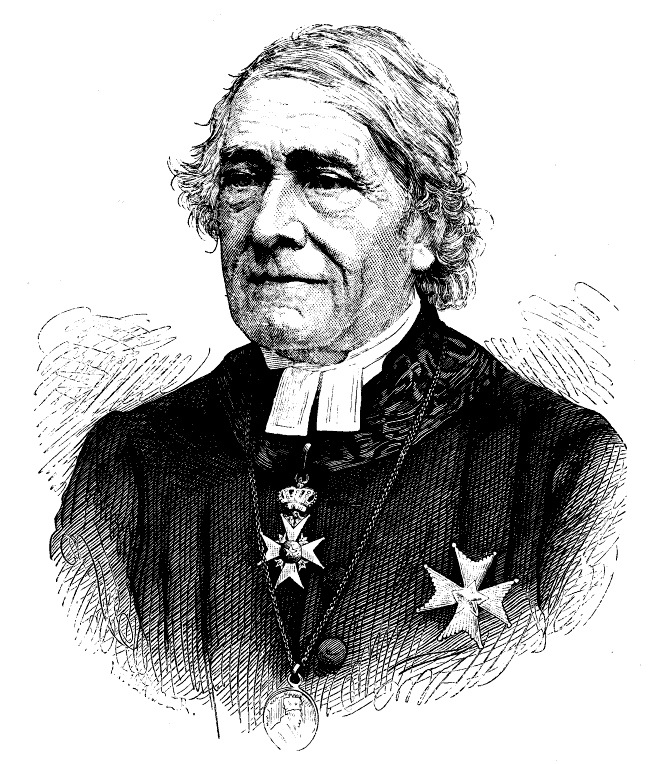
Henrik Gerhard Lindgren

Henrik Gerhard Lindgren, född 15 december 1801 i Stockholm, död 16 januari 1879 i Tierp, var en svensk orientalist, bibelöversättare, präst och politiker. Han var systerson till matematikern Jöns Svanberg.

## Akademisk karriär
Lindgren blev student vid Uppsala universitet 1815 och filosofie magister 1821 samt utnämndes 1830 till docent
i arabiska litteraturen och samma år till adjunkt i grekiska och österländska språken. Under de närmast följande åren uppehöll Lindgren än den grekiska, än den österländska professuren. 1836 presiderade han vid teologiska disputationer i stället för att undergå präst- och pastoralexamen samt blev samma år prästvigd. 1838 erhöll han professorstitel. Till Lindgrens beslut att överge den akademiska lärarbanan bidrog omständigheten att han 1834, fastän uppförd på första förslagsrummet, förbigicks vid tillsättandet av professuren i grekiska språket.
1873 invaldes Lindgren som ledamot nummer 591 av Kungliga Vetenskapsakademien.

## Politisk och kyrkopolitisk karriär
Henrik Gerhard Lindgren utnämndes 1841 till kyrkoherde i Tierps pastorat av ärkestiftet samt blev 1845 kontraktsprost och 1860 teologie doktor. Med sitt inträde i kyrkans tjänst indrogs Lindgren även i det politiska livet. Han utsågs nämligen 1847 till riksdagsman i prästeståndet för Uppsala stift och innehade där säte till och med den sista ståndsriksdagen 1865/66. År 1866 valdes han till ledamot av första kammaren, men avböjde uppdraget.
Som politisk personlighet gjorde han sig känd för principfasthet och en framstående förmåga som debattör, men också för en långt gående konservatism. Bland annat hörde han till representationsförändringens häftigaste motståndare. Sina strängt högkyrkliga åsikter fick Lindgren tillfälle att ytterligare ådagalägga som ombud vid 1868 och 1873 års kyrkomöten. Trots denna sin allmänna ståndpunkt uttalade han sig dock som vetenskaplig teolog ofta med en mycket stor fördomsfrihet.

## Forskargärning
Lindgren utgav bland annat De dialectis semiticis (1822), De lingua neo-arabica (1829), Quinquagesima sexta Al-corani sura, svethice versa (1829), C. M. Agrells "Supplementa ad lexicon syriacum castellianum" (1838–1841) samt översättning från grundtexten av Jobs bok (metrisk öv. 1831), profeten Esaias (1842, 1843), Pentateuken (1854–1856), Josua bok, Domareboken, Första Samuelsboken, Andra Samuelsboken  och Konungaböckerna (1862) samt Höga visan (Jungfrun från Sidem eller Salomos höga visa. Ett ebreiskt drama, 1875; öv. till tyska av O. F. Hedström, 1877).
1861 insattes Lindgren, samtidigt med H. M. Melin, i bibelkommissionen, och han ägde en högst väsentlig andel i dess från denna tid intill Lindgrens död utgivna provöversättningar.
Henrik Gerhard Lindgren är begravd på Uppsala gamla kyrkogård.